# Nematopsis tuzetae
Nematopsis tuzetae is een soort in de taxonomische indeling van de Myzozoa, een stam van microscopische parasitaire dieren. Het organisme komt uit het geslacht Nematopsis en behoort tot de familie Porosporidae. Nematopsis tuzetae werd in 1972 ontdekt door Vivares.